# Kurzripp-Polydaktylie-Syndrom IV Typ Yang
Das Typ Yang ist eine besondere Form der angeborenen vererbbaren Osteochondrodysplasien mit letalem Verlauf und gehört zu den Kurzripp-Polydaktylie-Syndromen charakterisiert durch kurze Rippen und unterentwickelte Lunge.
Anscheinend handelt es sich um eine Sonderform des Beemer-Langer-Syndrom allerdings mit Polydaktylie.
Die Erstbeschreibung erfolgte 1991 durch S. S. Yang und Mitarbeiter.